# John Bardeen Prize
Der John Bardeen Prize wird seit 1991 alle drei Jahre von den Organisatoren der  International Conference on the Materials and Mechanisms of Superconductivity (M2S) verliehen für theoretische Arbeiten, die bedeutende Einsichten in die Natur der Supraleitung lieferten und die zu verifizierbaren Vorhersagen führten. Er ist nach John Bardeen benannt, einem der Begründer der BCS-Theorie der Supraleitung, und wird von der University of Illinois at Urbana-Champaign und Freunden von John Bardeen gesponsert.

## Preisträger
- 1991 Witali Lasarewitsch Ginsburg, Alexei Alexejewitsch Abrikossow und Lew Petrowitsch Gorkow für die Entwicklung der Ginsburg-Landau-Theorie (GLAG), die sich als wichtigstes Werkzeug zur phänomenologischen Beschreibung von Supraleitern erwies und eine wesentliche Rolle beim Studium von Hochtemperatursupraleitern spielte (Laudatio).
- 1994 Anthony J. Leggett und Gerassim Matwejewitsch Eliaschberg für die Entwicklung des Paarungs-Theorie Zugangs zu thermodynamischen und dynamischen Eigenschaften stark gekoppelter Supraleiter.
- 1997 Philip Warren Anderson für seine Beiträge zum Verständnis gebrochener Symmetrie, die Ordnungsparameter in der A- und B-Phase von supraflüssigem Helium3 und die Rolle von Störstellen (Verunreinigungen) in metallischen Supraleitern.
- 2000 T. Maurice Rice für die physikalischen Einsichten, die er zum Verständnis des supraleitenden Zustands in stark korrelierter Materie beisteuerte und speziell für seine Vorhersage unkonventioneller Paarung in Sr2RuO4.
- 2003 Anatoli Iwanowitsch Larkin, David Nelson und Waleri Markowitsch Winokur für ihre Beiträge zur Theorie von Vortex-Materie.
- 2006 Alexander Fjodorowitsch Andrejew, Kazumi Maki, Douglas James Scalapino für ihre Arbeit über Quasiteilchen in Supraleitern. Andrejew für die Vorhersage der Andrejew-Reflexion, Maki für seine Arbeit an Quasiteilchen-Anregungen ohne Energielücke aufgrund von Paarungsbruch und für die Aufklärung der Rolle von Fluktuationen und Scalapino für seine Beiträge zu Lebensdauereffekten von Quasiteilchen und der Frage, wie starke Korrelationen die Quasiteilcheneigenschaften beeinflussen.
- 2009 David Pines für Phonon-vermittelte Paarung von Elektronen in konventionellen Supraleitern und Superfluidität in Kernmaterie (Laudatio).
- 2012 James Avery Sauls, Chandra M. Varma, Steven A. Kivelson für ihre Arbeiten über unkonventionelle Supraleiter. Sauls und Varma für ihre Arbeiten über die Identifikation der Paarungs-Symmetrie, den Paarungs-Mechanismus und verschiedene supraleitende Phasen in Schwere-Fermionen-Supraleitung, an Kivelson für seine Arbeiten über die Rolle von Phsenfluktuationen das Wechselspiel zwischen unkonventioneller Supraleitung und Elektronen-Inhomogenität.
- 2015 Vinay Ambegaokar für seine Beiträge zur Statik, Dynamik und Kinetik von Josephson-Übergängen und Nanodrähten (Laudatio).
- 2018 Andrey V. Chubukov, Igor Mazin, Sebastian Doniach für nachhaltige theoretische Beiträge auf dem Gebiet unkonventioneller und Multi-Orbit Supraleitung und supraleitende Quantenfluktuationen (Laudatio). Chubukov erhielt den Preis für wesentliche Beiträge  zur Theorie unkonventioneller Supraleiter, speziell Eisen-basierter Supraleiter. Igor Mazin erhielt den Preis für einflussreiche und fundamentale theoretische Beiträge zu einer breiten Klasse von Multi-Orbit-Supraleitern wie MgB2 und Eisen-basierte Verbindungen. Doniach erhielt den Preis für Pionierarbeit über mit Josephsonübergängen gekoppelte Arrays, geschichtete Supraleiter, Quantenfluktuationen in Supraleitern und die Möglichkeit eines Supraleiter-Isolator-Übergangs.
- 2022 Jörg Schmalian, Mohit Randeria, Peter Hirschfeld für theoretische Pionierarbeiten die bedeutende Einsichten in die Natur der Supraleitung brachten, deren Realisierung in stark korrelierten Systemen und experimentelle Erforschung unkonventioneller Supraleiter.